# Спасо-Преображенська церква (Ворожба)
Спасо-Преображенска церква (с. Ворожба, нині Лебединська міська громада, Сумський район, Сумська область) — православний мурований храм, унікальний архітектурним витвір доби пізнього історизму, пам'ятка архітектури місцевого значення, Ансамбль Спасо-Преображенської церкви з дзвіницею збудовано на кошти прихожан протягом 1885—1892 рр. (за іншими відомостями — 1887—1890 рр.) за проєктом харківського єпархіального архітектора В. Х. Нємкіна (1857—1908) на місці однойменного дерев'яного храму.
В результаті обстрілу російськими агресорами навесні 2022 року в храмі були пошкоджені вікна.

## Стилістичний опис
Ансамбль Спасо-Преображенської церкви знаходиться в центрі села Ворожба. Перша дерев'яна церква на цьому місці була збудована у другій половині XVII століття. В 1778 році її перебудували, залишивши дерев’яною. Філарет Гумілевський (1805—1866) визнавав Ворожбянську церкву величавою, кращою поміж дерев'яними цілої єпархії.
Мурована Спасо-Преображенська церква є реплікою відомої архітектурної пам'ятки Слобожанщини доби українського бароко — Покровського собору в Охтирці (1753—1768). Архітектор Володимир Нємкін досить точно відтворив не тільки розпланувально-просторову структуру, а й розміри прототипу. Храм має значні розміри — довжину 44 м, ширину 27 м, висоту до зеніту центрального верху близько 28 м.
Церква загалом є тридільною і триверхою. Проте центральний восьмерик має складну структуру: чотирма масивними пілонами (3 х 3 м) він поділений на дев'ять просторових дільниць і на три нави, причому середня нава вдвічі ширша за бічні й дорівнює по ширині прямокутним у плані бабинцю й вівтарю. Пілони за допомогою півциркульних підпружних арок і сферичних трикутних пандативів несуть великий циліндричний світловий підбанник діаметром 7,5 м, увінчаний сферичною банею. Рамена просторового хреста перекриті циліндричними склепіннями з глибокими розпалубками, які відповідають аркам, що з' єднують пілони зі стінами. Трикутні в плані компартименти в міжраменнях перекриті складними типами склепінь — коробовими, що переходять у зімкнуті. Вівтарний об'єм двома арками, що спираються на пристінні пілони, поділений на три секції, кожна з яких перекрита коробовим склепінням. Середня секція дещо ширша і її склепіння несе невеликий світловий четверик, увінчаний зімкнутим чотири лотковим склепінням. Бабинець двоярусний. У горішньому ярусі містяться значні за площею хори. Перекриття над першим ярусом склепінчасте, аналогічне перекриттю вівтаря, тільки середня секція, на відміну від вівтаря, перекрита хрестовим склепінням. Перекриття другого ярусу бабинця, над хорами, цілком ідентичне перекриттю вівтаря.
Структура інтер'єру та його декор витримані в бароковій стилістиці.
Головною темою інтер'єру є глибинне розкриття простору, що має жорстку вістову спрямованість до вівтаря. Її підкреслюють ритмічні ряди пілонів і арок. При цьому важливого значення набувають членування та зміни освітленості: масивність пілонів візуально полегшують  приставні пілястри тосканського ордера, яким відповідають гурти арок, завдяки чому масиви основних конструкцій полегшуються, а аркові членування примножуються. Цей вістовий рух посилює велика кількість горизонтальних членувань — антаблементів, розкріпованих багатообломних карнизів значного виносу. Цей рух перепинається у під банному просторі, де висока, щедро освітлена баня надає середньому об'єму певної центричності та привносить в інтер'єр висотний принцип розвитку простору. Це  просторово розмежовує об'єми бабинця, вівтаря та центрального восьмерика. В інтер'єрі церква потинькована й побілена.
У вівтарі частково збереглися розписи, виконані уродженцем Ворожби, видатним українським архітектором і художником Василем Григоровичем Кричевським наприкінці 1910-х років. У розписах художник відтворив біблійні теми, які символізують вічність буття, що йде від Бога («Дерево життя»), гріхопадіння («Яблуко спокуси»), жертовну любов («Жертвопринесення Авраама») та красу мистецтва («Давид-псалмоспівець»). Розписи відокремлені лізенами з вигадливим орнаментальним зображенням виноградної лози в стилі модерн. У такій же манері змальований хрест, обвитий стилізованими ліліями — християнськими символами захисту і духовної чистоти.
У зовнішніх формах храму домінує величезний восьмигранний об'єм центрального компартимента, увінчаного світловим восьмериком (круглим усередині) з низьким наметовим завершенням та декоративною маківкою рокайлевих обрисів (остання не збереглася). Рівновисокі з центром вівтар і бабинець увінчані стрункими світловими четвериками з рокайлевими маківками. Усі компартименти поєднує високий цоколь та широкий антаблемент, що включає фриз із карнизом. Наріжники бабинця і вівтаря закріплені рустованими пілястрами.
Стіни прорізають розташовані у два яруси аркові вікна витягнутих пропорцій. Вікна першого ярусу дуже великі, облямовані наличниками. Над невеликими вікнами другого ярусу горизонтальні та фігурні сандрики влаштовані у два яруси. Так само оформлені грані трьох підбанників. Бароковий характер фасадів підкреслюють невисокі фігурні фронтони, що увінчують північну та південну грані центрального компартимента.
Під церквою знаходиться підвал-крипта. З обох боків вівтаря первісно були дві низенькі прямокутні в плані ризниці, що не збереглися. Дахи вальмові, по дерев'яних кроквах, укриті покрівельною сталлю.
Дзвіниця при церкві двоярусна, симетрична. Перший ярус тридільний, прямокутний у плані. По центру знаходиться арка проїзду, облямована архівольтом з виділеним замковим каменем. Арку фланкують спарені пілястри тосканського ордера, що несуть антаблемент з трикутним фронтоном. У бічних двоповерхових об'ємах знаходятьсяні невисокі аркові отвори для проходу вірян. Над ними — аркові вікна, облямовані наличниками з рельєфно виділеними замковими каменями. До бічних фасадів прилягають дві низенькі гранчасті прибудови на кшталт кордегардій.
Другий ярус дзвіниці — четверик зі зрізаними кутами, який стоїть на низенькій чотиригранній основі. Грані прорізані високими арковими отворами дзвонів і завершені фігурними фронтонами, що за формами аналогічні фронтонам церкви. Вінчає дзвіницю восьмигранний купол параболічних обрисів з глухим ліхтариком і бароковою маківкою.  Незважаючи на класицистичну три частинну побудову нижнього ярусу, на кшталт римської тріумфальної арки, а також класицистичні мотиви в декорі, дзвіниця відтворює притаманний українській традиційній архітектурі тип двоярусної дзвіниці «восьмерик на четверику».

## Історія
Спасо-Преображенська церква мала велику парафію, у 1904 році прихожан було майже 9 тисяч чоловік дорослого населення.
У 30-ті рр. ХХ ст. церква була закрита, будівля перебувала у занедбаному стані, її навіть планували підірвати.
1985 року ансамбль Спасо-Преображенської церкви з дзвіницею був  досліджений  В. В. Вечерським та поставлений на державний облік як пам'ятка архітектури й містобудування місцевого значення.
У вересні 2004 року церкву обстежили науковці кафедри реконструкції та реставрації архітектурних об'єктів Харківського державного технічного університету будівництва і архітектури (нині — Харківський національний університет будівництва і архітектури).
З 1994 року почала проводитися часткова реставрація храму.
Церква була відбудована 2007 року. Активну участь у її реконструкції і відродженні брали підприємства, установи, організації, приватні підприємці Лебединщини, жителі Ворожби і навколишних сіл.
8 березня 2022 р. об 11.00 через вибух авіаційної бомби було пошкоджено вікна центрального храму. Усередині пошкоджено аналой, престол, частково церковне начиння.